# Собор Святого Андрея (Вероли)
Собор Святого Андрея в Вероли (итал. Concattedrale di Sant'Andrea) — римско-католический собор в городе Вероли (Лацио); относится к епархии Фрозиноне-Вероли-Ферентино (Dioecesis Frusinatensis-Verulana-Ferentina), центр которой расположен в городе Ферентино.

## История и описание
Ряд надгробий, находящихся в соборе Святого Андрея в Вероли, свидетельствуют о древнем происхождении здания. Надгробие, находящееся в настоящее время в музее собора (Museo del Duomo), сообщает о захоронении мученика Мартурио (Marturio) в 384 году; два других надгробия относятся к IX и X векам. Первое здание христианской церкви на этом месте было построено на остатках языческого (древнеримского) храма, располагавшегося на городском форуме. Данное здание было перестроено в романском стиле в XIII веке; из-за землетрясения 1350 года оно было повторно перестроено в готическом стиле в XIV веке. После очередной перестройки в XV веке на фасаде сохранилось только готическое окно-роза. На фасаде также расположена мемориальная доска в память о местном епископе Доменико Заули (Domenico Zauli, 1638—1722), с которым связана полная перестройка здания в стиле барокко, начавшаяся в 1706 году. Средневековая колокольня, примыкающая к зданию, построена на остатках башни, возведённой во времена Древнего Рима.
Единственный входной портал храма ведёт в зал, разделённый колоннами на три нефа; зал включает в себя несколько боковых часовен, трансепт и апсиду. В список ключевых произведений искусства, сохранившихся в соборе, входит ряд живописных полотен XVII—XVIII веков: «Мученичество Святого Варфоломея», созданное польским художником Таддео (Тадеушем) Кунце; «Святые Саломея, Бьяджо и Деметрио», созданное Федерико Буккатти в 1604 году; и «Мученичество Апостола Андреа» за авторством римского художника Джузеппе Пассери.
Храм также известен своей сокровищницей (Tesoro del duomo), часть которой хранится в часовне в правом проходе. Начало собрания восходит к 1572 году, когда по соображениям безопасности многие реликвии — включая предметы искусства, изделия из золота, серебра и драгоценных камней — были перенесены из аббатства Казамари (Abbazia di Casamari) в собор в Вероли. Впоследствии сокровищница пополнилась предметами из картезианского монастыря Тризулти (Certosa di Trisulti) и ряда других церквей. В собрание входит серебряная чаша конца XIV века; мощи Святой Саломеи, Святых Иоанна и Павла; шкатулки из слоновой кости, создававшимися как королевский свадебный подарок; а также — тысяча пергаментов, самые старые из которых относятся к IX веку. В сокровищнице также хранятся фрагменты убранства первоначального романско-готического собора.